# Commission Kahane

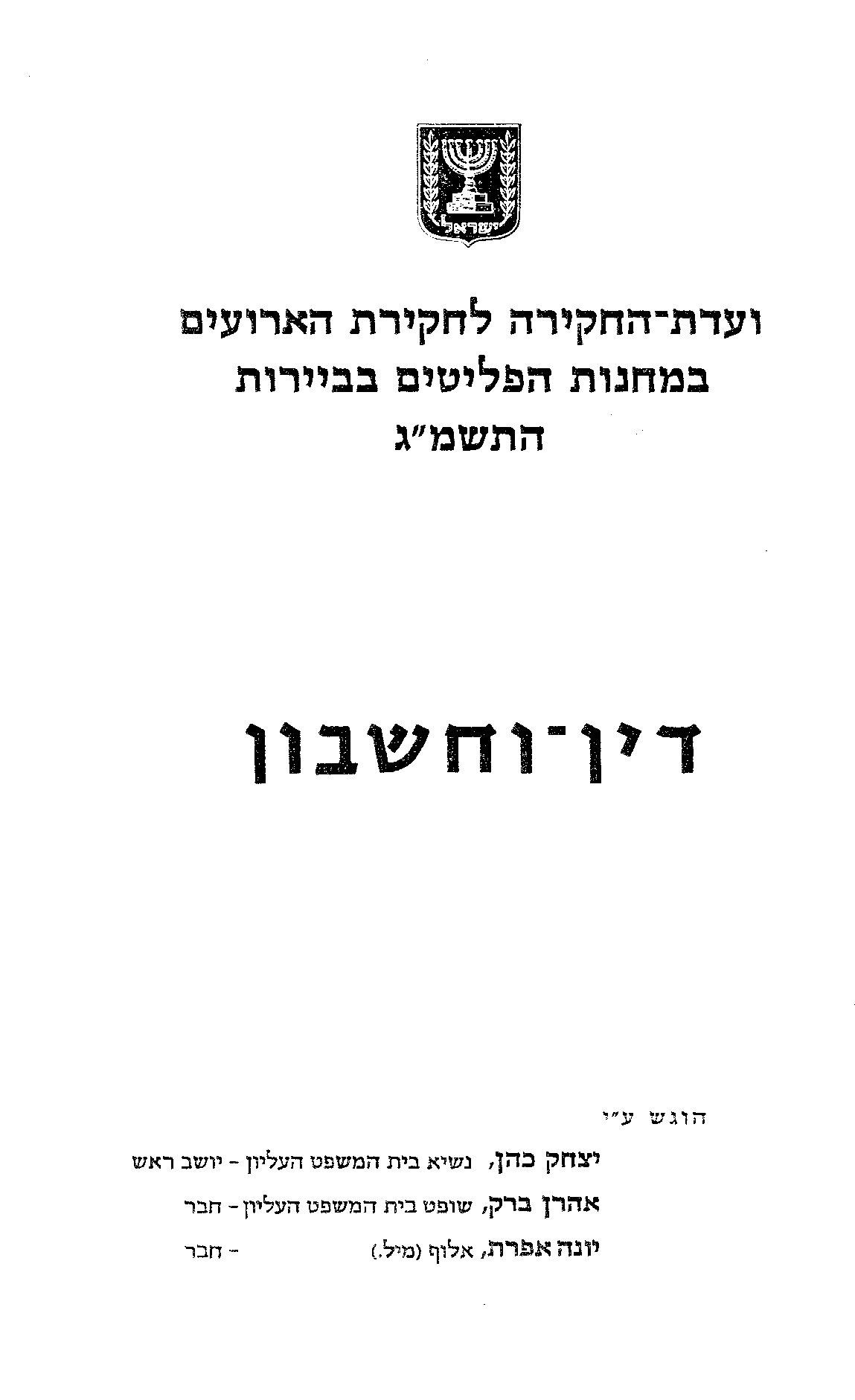
Première page du rapport de la Commission Kahan

La Commission Kahane (ועדת כהן), dont le nom officiel est Commission d'enquête sur les événements dans les camps de réfugiés à Beyrouth au Liban, a été créée par le gouvernement israélien le 28 septembre 1982, pour enquêter sur le massacre de Sabra et Chatila (16 septembre-18 septembre, 1982). La Commission Kahane a été présidée par le Président de la Cour suprême israélienne, Yitzhak Kahane. Les deux autres membres  de cette Commission furent le juge  de la Cour suprême, Aharon Barak, et le général(rés.) Yona Efrat. Le but de la Commission ayant été de faire des recommandations sur l'implication israélienne dans le massacre par le biais d'une enquête sur tous les faits et les facteurs liés  aux atrocités menée par une unité des phalangistes chrétiens des Forces libanaises contre la population civile palestinienne et libanaise dans les camps de Sabra et Chatila.

## Conclusions
À la suite d'une enquête de quatre mois, la Commission Kahane remet son rapport le 8 février 1983. Elle  conclut que la responsabilité directe des massacres était imputable aux phalangistes libanais. Elle détermine qu'aucun Israélien ne peut être jugé directement responsable, mais qu'Israël a une responsabilité indirecte, puisque l'armée encerclant les camps, le premier ministre Menahem Begin a manqué d'implication concernant la question de l'envoi des phalangistes. Le ministre de la défense Ariel Sharon est tenu responsable pour avoir ignoré le risque d'effusion de sang et de vengeance  et n'avoir pas pris les mesures appropriées pour éviter le carnage. Toujours selon la Commission, le ministre des affaires étrangères Itzhak Shamir a commis une erreur en restant inactif malgré les alertes reçues sur le massacre, et le Chef d'état major Raphaël Eytan n'a pas donné les ordres appropriés pour l'empêcher.
La Commission a recommandé que Sharon soit démis de ses fonctions ministérielles.
Pour les mêmes raisons, dans ses développements, la commission blâme d’autres responsables israéliens qui auraient dû, selon elle, prévoir les conséquences meurtrières d’une entrée des Phalanges dans les camps palestiniens, et qui de ce fait portent eux aussi une part de responsabilité indirecte : le chef des renseignements militaires Yehoshua Sagui, le commandant de la région nord Amir Drori, et le général Amos Yaron. La recommandation la plus sévère est celle visant Ariel Sharon, qui doit quitter ses fonctions.
La commission indique que, selon son enquête, d’autres parties pourraient être mises en cause[citation nécessaire], notamment les dirigeants libanais qui ont refusé (malgré la demande expresse des militaires israéliens) de faire entrer l’armée libanaise dans les camps pour mettre un terme aux massacres, ainsi que l’ambassadeur des États-Unis à Beyrouth, Morris Draper, qui a refusé de faire pression en ce sens[citation nécessaire]. Toutefois, la Commission fait valoir que, s’agissant d’une enquête israélienne, son périmètre a été limité aux seuls les manquements des Israéliens.  (aucune commission n’a été instaurée par ailleurs, dans un cadre libanais ou dans un cadre international, pour établir les responsabilités des acteurs non israéliens dans cette affaire).
À la fin de son rapport, la commission Kahane évoque le fait que « des massacres ont eu lieu auparavant au Liban, avec des victimes beaucoup plus nombreuses qu’à Sabra et Chatila, mais l’opinion publique mondiale ne s’en est pas émue et aucune commission d’enquête n’a été établie ». Elle souligne que l’objectif de son enquête était « de préserver l’intégrité morale d’Israël, et son fonctionnement en tant qu’État démocratique adhérant scrupuleusement aux principes fondamentaux du monde civilisé ». Et elle ajoute: « Nous ne nous berçons pas de l’illusion que les résultats de notre enquête suffiront à convaincre ou à satisfaire les gens nourris de préjugés et les consciences sélectives. Mais notre enquête ne leur était pas destinée ».